# 清风阁摩崖石刻
清风阁摩崖石刻位于广东省肇庆市西江北岸羚羊峡北岸清风阁石壁上，为一处清代石刻。1984年11月19日公布为肇庆市文物保护单位。
清风阁摩崖石刻共有4题，内容为赞美山川及在峡岸的修桥工事。分别为：
- “江上清风”，吴联书，刻于清康熙三十年（1691年）
- “裴公十九桥”，刻于清嘉庆二年（1797年）
- “山川秀美”，刻于清道光十八年（1838年）
- “天开灵岩”，彭玉麟书，刻于清光绪十一年（1885年）